# Cchao Ta-jüan
Cchao Ta-jüan (čínsky: 曹大元, pinyin: Cáo Dàyuán; narozen 26. ledna 1962) je profesionální hráč go. Je členem čínského svazu deskových a karetních her Čung-kuo Čchi-ťüan.

## Biografie
Cao začal studovat go v jedenácti letech. 9. dan dostal v roce 1986.

## Tituly
| Titul                  | Rok        |
| ---------------------- | ---------- |
| NEC Cup (China)        | 1996       |
| CCTV Cup               | 1996, 1998 |
| National Go Individual | 1994       |
| New Sports Cup         | 1986       |